# San Jao Lim Ko Niao

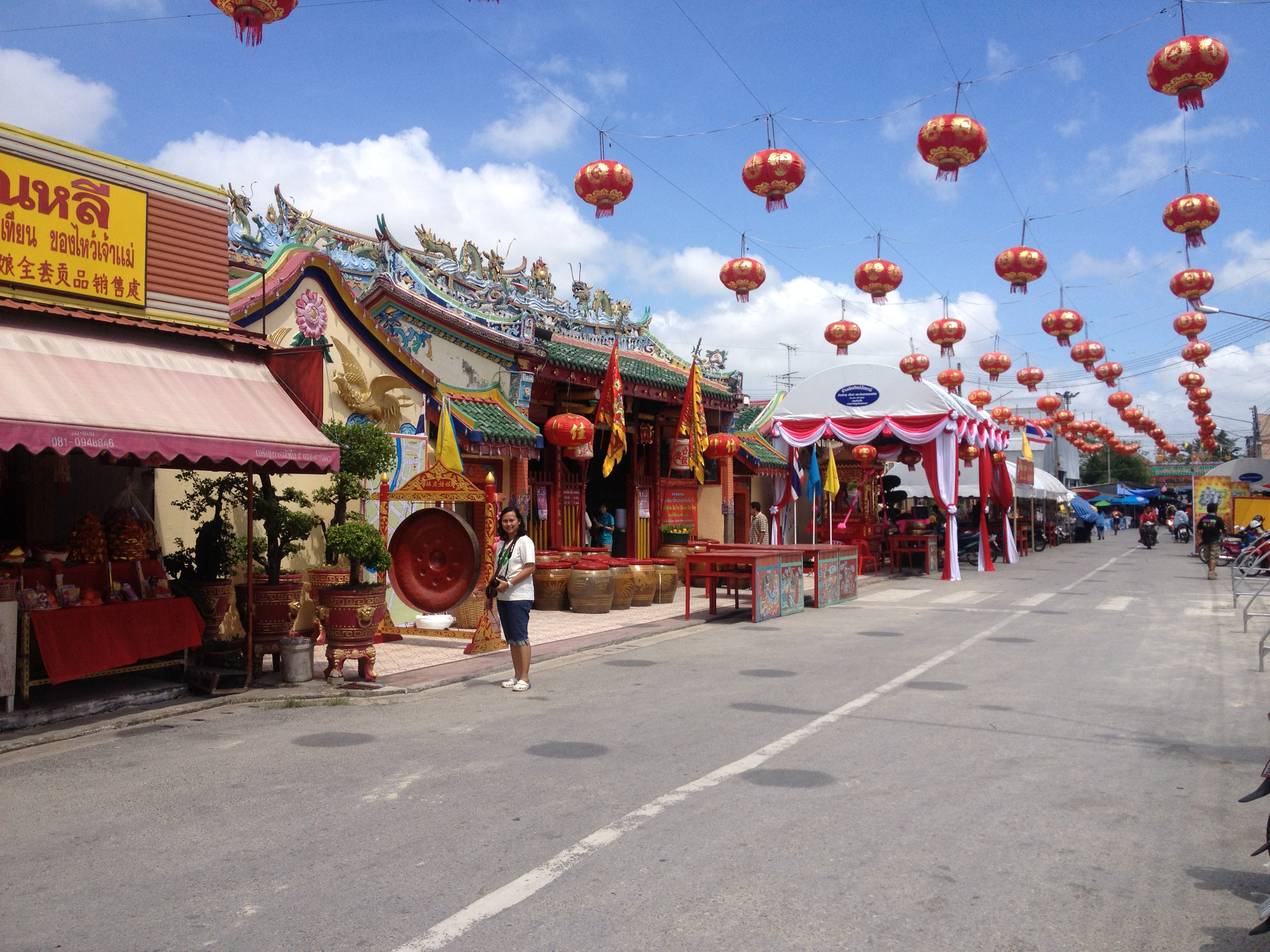
Festivalvoorbereiding van het grafmonument

De San Jao Lim Ko Niao (ook wel San jao leng ju Kiang) is een grafmonument in Thailand. Het staat aan de noordkant van het stadscentrum van Pattani, bij de haven, aan de Arnoaru Road. Er is een cashewboom in ondergebracht. Volgens de legende van de moskee Matsayit Kru Ze is het aan deze boom dat Lim Ko Niaw (Lim Ko Niao) zich omstreeks 1578 zou hebben verhangen (zie verder het artikel over Matsayit Kru Ze).  

## Lim Ko Niaw-festival
Dit gedenkteken is het middelpunt van een Chinees-islamitisch festival eind februari of begin maart van ieder jaar. Een houten beeld van Lim Ko Niaw wordt door de straten gedragen en er worden onder andere wedstrijden vuurlopen georganiseerd. Ook wordt men geacht gedurende zeven dagen vegetarisch te eten.